# Graafschap Isenburg-Birstein
Isenburg-Birstein was een tot de Boven-Rijnse Kreits behorend graafschap binnen het Heilige Roomse Rijk.

## Inleiding
Van 1628 tot 1667 bestond er een eerste deelgraafschap Isenburg in Büdingen.

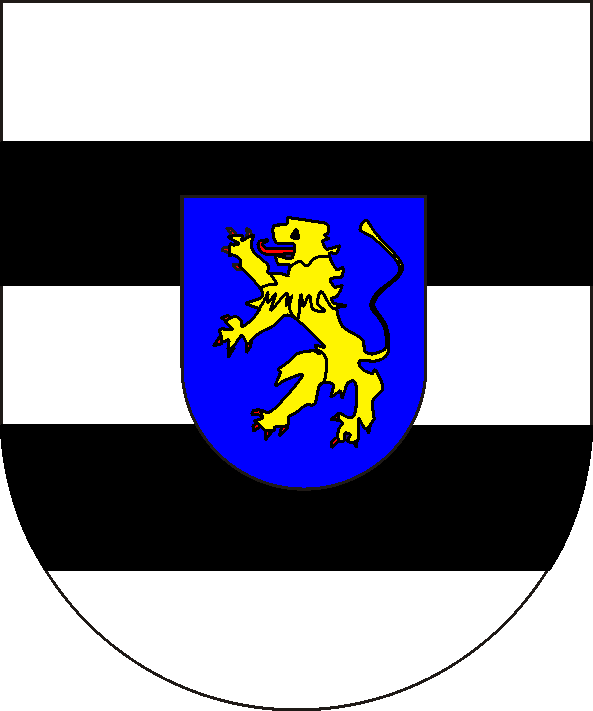
Vorstendom Isenburg

## Isenburg-Birstein
In 1684 wordt er bij een nieuwe verdeling van het graafschap Isenburg een graafschap Isenburg-Birstein gevormd, dat zijn zwaartepunt heeft in de Dreieich ten zuiden van de Main. De belangrijkste stad is Offenbach am Main. In 1687 wordt het graafschap verder verdeeld:
- Johan Philips in Offenbach (uitgestorven in 1718)
- Willem Maurits in Birstein

Na de dood van Johan Philips in 1718 volgt er weer een deling, maar deze is minder ingrijpend. Er ontstaat dan een jongere tak te Philippseich. Philipsseich is een slot bij Offenbach, dat graaf Johan Philips heeft laten bouwen. De tak regeert echter geen deelstaat, want er is geen landshoogheid aan verbonden.
Op 23 maart 1744 wordt de graaf tot rijksvorst verheven.
Vorst Karel I sluit in 1799 een neutraliteitsverdrag met Frankrijk.
In paragraaf 19 van de Reichsdeputationshauptschluss van 25 februari 1803 krijgt de vorst van Isenburg voor het afstaan van het dorp Okriftel het dorp Gainsheim aan de Rijn met de resten van de abdij Jakobsberg en het dorp Bürgel bij Offenbach.
Op grond van paragraaf 32 van de krijgt de vorst een zetel in het college van vorsten in de Rijksdag.
Vorst Karel komt in contact met Napoleon en levert de keizer een regiment. Hij treedt toe tot de Rijnbond.
In artikel 24 van de Rijnbondakte van 12 juli 1806 worden de bezittingen van de graven van Isenburg-Büdingen, Wächtersbach en Meerholz onder de soevereiniteit van Isenburg-Birstein gesteld: de mediatisering.
In 1813 wordt het vorstendom bezet door geallieerde troepen. Het komt onder het bestuur van Oostenrijk. Op het Congres van Wenen in 1815 dient het bij de onderhandelingen als ruilobject. In 1816 komt het aan het groothertogdom Hessen-Darmstadt als schadeloosstelling voor het verlies van het hertogdom Westfalen.
Vervolgens speelt het een rol in de onderhandelingen tussen het groothertogdom Hessen-Darmstadt en het keurvorstendom Hessen-Kassel. Hessen-Darmstadt staat een deel af aan Hessen-Kassel.

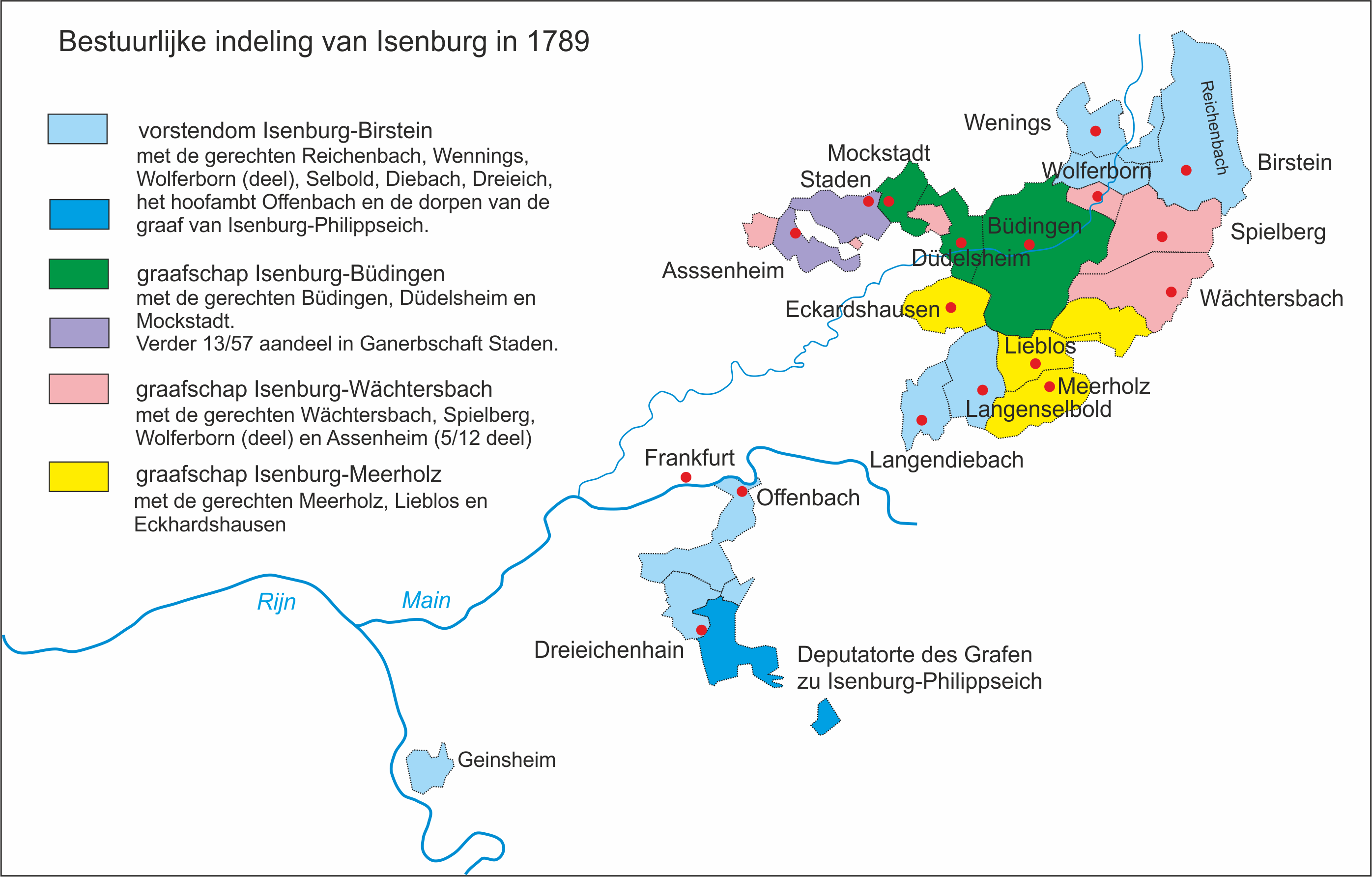
administratieve indeling van Isenburg in 1797

## Bezittingen
- hoofdambt Offenbach
- ambt Dreieich (waarin de dorpen van Isenburg-Philippseich)
- ambt Wenings (gerecht Wenings en een deel van het gerecht Wolferborn)
- gerechten Unterreichenbach (met Birstein), Diesbach en Selbold

## Regenten
| regering  | naam              | geboren    | overleden | familie   |
| --------- | ----------------- | ---------- | --------- | --------- |
| 1685-1711 | Willem Maurits    | 3-7-1657   | 8-3-1711  |           |
| 1711-1754 | Wolfgang Ernst I  | 5-4-1686   | 15-4-1754 | zoon      |
| 1754-1803 | Wolfgang Ernst II | 17-11-1735 | 3-2-1803  | kleinzoon |
| 1803-1813 | Karel I           | 29-6-1766  | 21-3-1820 | zoon      |